# Prionailurus bengalensis iriomotensis
El gato de Iriomote (Prionailurus iriomotensis) es una especie de mamífero carnívoro de la familia Felidae del tamaño de un gato doméstico, endémico de la isla japonesa de Iriomote. Es considerado como un fósil viviente por algunos biólogos, puesto que su forma actual no difiere mucho de su forma primitiva. Es una de las especies de gato más amenazadas, con una población estimada en menos de 100 individuos. Posee un pelaje gris pardo finamente rayado y moteado; actualmente se encuentra en grave peligro de extinción. Posee pelaje color marrón oscuro y una cola poblada. No puede retraer sus garras completamente.

## Taxonomía
Cuando la especie fue descubierta en 1965, se la consideró como sobreviviente de una línea extinta de felinos y fue clasificada en el género separado Mayailurus, con el nombre científico de Mayailurus iriomotensis. Luego se la reclasificó como una subespecie del gato de Bengala, antes de volver a ser elevada al nivel de especie en el mismo género del gato de Bengala, Prionailurus. Esta postura todavía está en discusión: algunos estudiosos afirman que el gato de Iriomote debe ser clasificado en una especie separada, puesto que su apariencia es diferente a la del gato leopardo.

## Características

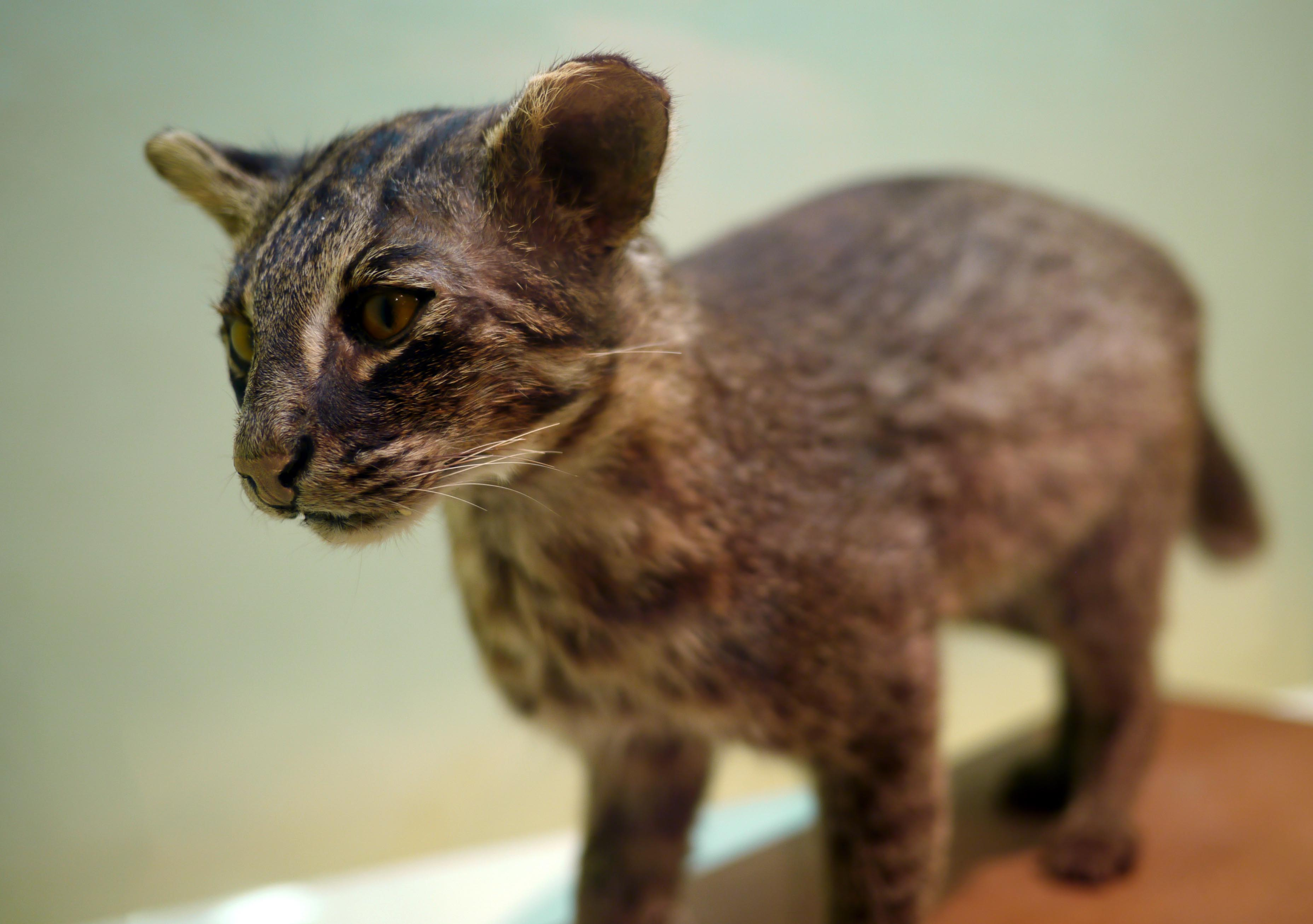
Un gato de Iriomote en el cual se puede observar su pelaje oscuro y las rayas que atraviesan su cuerpo

Los ojos del gato de Iriomote son de un color ámbar claro. Su nariz es grande y plana y el tamaño de la pata son de 29 a 37 mm de ancho, en contraste con el 24-30 mm de ancho de la pata de un gato doméstico.
El cráneo es más largo y más estrecho que el de un gato doméstico. Cuando se compara con el cráneo del gato leopardo, el gato de Iriomote lo tiene aproximadamente del mismo tamaño pero más grueso. Debido a esto, el cerebro del gato Iriomote es más pequeño; El cerebro de un gato leopardo macho es de unos 42 gramos, mientras que el cerebro masculino de un gato de Iriomonte es de unos 30 gramos.
Los machos suelen crecen hasta los 50-60 cm de largo y pesan de 3,5 a 5 kg. Las hembras son más pequeñas midiendo entre 50 y 55 cm de largo y pesando de 3 a 3,5 kg. Sus colas son gruesas desde la base hasta la punta teniendo entre 23 a 24 cm de largo. Tienen torsos largos y cortos y sus extremidades son gruesas. Sus cuellos también son gruesos, y sus hombros son musculosos, aunque su poder de salto es comparativamente débil. A diferencia de otros gatos pequeños, sus espinas no se pueden doblar bruscamente.

## Distribución
El gato de Iriomote es autóctono de la isla japonesa de Iriomote, que abarca unos 290 km².
Iriomote consiste en montañas bajas que van desde 300 hasta 460 m de altitud con bosques subtropicales siempre verdes, incluyendo amplias zonas de manglares a lo largo de los cursos de agua. Es el hábitat más pequeño de las especies de felinos salvajes en el mundo.
Los gatos se encuentran predominantemente en los bosques subtropicales que cubren la isla, no superiores a 200 m s. n. m. y prefieren las zonas cercanas a los ríos, los bordes de los bosques, y lugares con baja humedad.